# Аман, Мариэль
Мариэль Аман (фр. Marielle Amant; род. 9 декабря 1989 года в Ле-Ламантене, Фор-де-Франс, Мартиника, Франция) — французская профессиональная баскетболистка, выступающая на позиции тяжёлого форварда. Двукратный участник чемпионатов мира, серебряный призёр чемпионата Европы 2013.

## Биография
Мариэль Аман карьеру баскетболистки начала на Мартинике, затем в 14 лет она переехала на материк в парижский Центр подготовки баскетболистов, где стала постоянно привлекаться в состав национальной сборной различных возрастов. И в первом же турнире (чемпионат Европы среди кадеток) Мариэль завоёвывает «серебряную» медаль.
2007 год для баскетболистки был насыщен событиями: участие в юношеской сборной на чемпионате Европы в Сербии (7-е место), через 2 недели переезд в Болгарию и она уже в составе молодёжной сборной на чемпионате Европы, где команда занимает 3-е место. А сезон во Франции Мариэль начинает в профессиональном клубе «Аррас», с которым судьба связала на 4 сезона.
В 2008 году на молодёжном чемпионате Европы в Италии сборная Франции добралась до финала, где её ждала сборная России. Мариэль выдала потрясающую игру, за 35 минут она набрала 15 очков, сделала 10 подборов (лучшие показатели в команде), но это не помогло стать чемпионками — 58:67. Через год в Польше, сделав снова огромный вклад в финальном матче против Испании (30 минут, 20 очков и 13 подборов), Мариэль повесила на свою шею «золотую» медаль. В том же году, 2009, Аман была признана как лучшая молодая баскетболистка Франции.
Дебют в «первой» сборной состоялся из-за неприятностей. Лучший центровой Франции Сандрин Груда перед чемпионатом мира — 2010 получила травму и тренеры национальной сборной в спешном порядке сделали замену на Мариэль Аман. 23 сентября 2010 года в матче со сборной Сенегала баскетболистка набрала 6 очков и сделала 6 подборов, в той команде она была самой молодой по возрасту.
В сезоне 2011/12 Мариэль переходит в один из «грандов» французского баскетбола «Бурж Баскет», где становится чемпионкой Франции, играет в Евролиге ФИБА. Но недостаточное время на площадке сподвигнули её перейти в «Нант Риз Баскет», где она в сезоне 2012/13 показала себя лидером команды, набирая больше всех очков как в чемпионате так и в кубке Европы. Во многом благодаря успешной игре Мариэль полноценно завоевала себе место в национальной сборной на «домашнем» чемпионате Европы — 2013, где завоевала серебряную медаль.

## Статистика выступлений

### За клубы
|  | Кубок Европы |
|  | Евролига     |

| Клуб                         | Сезон   | Чемпионат | Чемпионат | Чемпионат | Чемпионат | Еврокубки | Еврокубки | Еврокубки | Еврокубки |
| Клуб                         | Сезон   | Игр       | Очк       | Подб      | Перед     | Игр       | Очк       | Подб      | Перед     |
| ---------------------------- | ------- | --------- | --------- | --------- | --------- | --------- | --------- | --------- | --------- |
| «Аррас Пэйс д’Артос» (Аррас) | 2007-08 | 27        | 10,5      | 6,9       | 0,6       | -         | -         | -         | -         |
| «Аррас Пэйс д’Артос» (Аррас) | 2008-09 | 26        | 10,2      | 7,0       | 1,0       | -         | -         | -         | -         |
| «Аррас Пэйс д’Артос» (Аррас) | 2009-10 | 26        | 10,2      | 6,8       | 1,0       | -         | -         | -         | -         |
| «Аррас Пэйс д’Артос» (Аррас) | 2010-11 | 25        | 7,0       | 5,3       | 0,8       | 10        | 7,6       | 6,0       | 1,0       |
| «Бурж Баскет» (Бурж)         | 2011-12 | 30        | 4,5       | 3,9       | 0,7       | 16        | 3,8       | 3,1       | 0,4       |
| «Нант Риз Баскет» (Нант)     | 2012-13 | 29        | 12,7      | 5,9       | 0,7       | 10        | 10,9      | 5,5       | 1,1       |
| «Нант Риз Баскет» (Нант)     | 2013-14 | 26        | 12,4      | 5,4       | 1,2       | 10        | 12,4      | 7,3       | 0,5       |

### За сборную Франции
| Сборная        | Сезон | Место | Чемпионат | Чемпионат | Чемпионат | Чемпионат |
| Сборная        | Сезон | Место | Игр       | Очк       | Подб      | Перед     |
| -------------- | ----- | ----- | --------- | --------- | --------- | --------- |
| ЧЕ (до 16 лет) | 2005  | 2     | 8         | 2,3       | 2,6       | 0,3       |
| ЧЕ (до 18 лет) | 2006  | 6     | 8         | 7,3       | 6,6       | 0,5       |
| ЧЕ (до 18 лет) | 2007  | 7     | 8         | 8,0       | 4,9       | 0,8       |
| ЧЕ (до 20 лет) | 2007  | 3     | 8         | 2,4       | 3,3       | 0,1       |
| ЧЕ (до 20 лет) | 2008  | 2     | 8         | 9,4       | 9,9*      | 0,1       |
| ЧЕ (до 20 лет) | 2009  | 1     | 9         | 12,4      | 7,4       | 0,7       |
| ЧМ             | 2010  | 6     | 8         | 5,4       | 4,0       | 0,2       |
| ЧМ             | 2014  | 7     | 7         | 5,4       | 3,1       | 0,3       |
| ЧЕ             | 2013  | 2     | 6         | 2,5       | 1,7       | 0,3       |

* — лучший показатель в команде

## Достижения
- Серебряный призёр чемпионата Европы: 2013
- Чемпион Европы среди молодёжных команд: 2009
- Серебряный призёр Европы среди молодёжных команд: 2008
- Серебряный призёр Европы среди кадеток: 2005
- Бронзовый призёр Европы среди молодёжных команд: 2007
- Финалист кубка Европы ФИБА: 2011
- Чемпион Франции: 2012
- Финалист кубка Франции: 2012, 2013